# Trychosis subgracilis
Trychosis subgracilis är en stekelart som först beskrevs av Cresson 1864.  Trychosis subgracilis ingår i släktet Trychosis och familjen brokparasitsteklar. Inga underarter finns listade i Catalogue of Life.